# Infrahelvetisch Complex
Het Infrahelvetisch Complex is een tektonische eenheid in de Zwitserse Alpen, die  tot de Helvetische Zone behoort. Het Infrahelvetisch Complex is een autochtone eenheid van gesteenten, van wat voordat de Alpen werden gevormd de zuidelijke rand van de Europese Plaat was.
Het Infrahelvetisch Complex is overschoven door de Helvetische Dekbladen, die ten dele vergelijkbare gesteenten bevatten. Het dagzoomt in het noorden van het kanton Graubünden, ten zuiden van de Helvetische Dekbladen en ten noorden van de Penninische Dekbladen, die vooral uit  metamorf gesteente bestaan.
Het Infrahelvetisch Complex bestaat uit Mesozoïsche gesteenten. Dat zijn sedimentaire gesteenten, vooral massieve kalksteen van het voormalige continentaal plat van de Europese Plaat. Vergeleken met de Helvetische Dekbladen hebben deze sedimenten een ondiepere sedimentaire facies, omdat de Infrahelvetische gesteenten oorspronkelijk ten noorden van de Helvetische gesteenten werden afgezet. Het Trias en Perm bestaan uit lagen dolosteen, mergel en conglomeraten. Het Infrahelvetische Complex bevat in tegenstelling tot de Helvetische Dekbladen daaronder kristallijne sokkelgesteenten, dit zijn de gneisen en granieten van het Aarmassief uit de Hercynische orogenese.